# Петар Максимовић
Петар Максимовић (Пожаревац, 16. јун 1852 — Смедерево, 1. децембар 1922) био је српски политичар и правник. Максимовић је би министар правде у Краљевини Србији 1893/94. године.

## Биографија
Основну школу и полугимназију завршио у Пожаревцу, пети и шести разред гимназије у Крагујевцу, а затим дипломирао права на Великој школи у Београду 1873. године.
У почетку радио адвокатске послове заједно са братом Стеваном у Књажевцу, касније у Пожаревцу.
Учесник српско-турских ратова.
Прешао 1879. године у Смедерево где је започео самосталан адвокатски рад. Био је познат по изузетним, дугим и убедљивим одбранама у кривичним предметима.
Јула 1881. године се оженио Даринком Томић, ћерком богатог цинцарског трговца Настаса Томића (Калкаљера). Имали су четири ћерке и пет синова.

## Политичка каријера
Политиком је активно почео да се бави од 1882. године. Био је један од оснивача Народне радикалне странке у Смедереву и један од четири секретара на њеној Првој главној скупштини крајем јула 1882. у Крагујевцу.
На општим изборима одржаним 21.2.1888. године изабран је за председника Смедеревске општине (кмета) и за народног посланика у Скупштини Србије (сазив за 1887. годину). На месту председника општине био је до почетка августа исте године када га је министар унутрашњих дела сменио на предлог Окружног начелства. У децембру 1888. године, као посланик Велике скупштине која је донела Устав, био је у Одбору који је разматрао предлог Устава и том приликом гласао против њега јер је сматрао да Уставом нису постигнута основна начела Радикалне странке.
До првог искључења из Странке (августа 1890. године) је био један од њених највиђенијих чланова (потпредседник посланичког клуба, члан Главног одбора). Борећи се доследно за поштовање изворних страначких начела дошао је у сукоб са Николом Пашићем због његове опортунистичке политике. Међутим, и након искључења изабран је за посланика вароши Смедерево као независни кандидат на сопственој изборној листи.
Враћен је у Странку 1892. на Годишњем скупу одржаном у Алексинцу, пре свега због постизања пуног унутарстраначког јединства.
Министар правде је постао 8.4.1893. после познатог Првоаприлског преврата и остао на том месту и после реконструкције владе због смрти председника др Лазара Докића. Нова влада Саве Грујића је одступила почетком јануара 1894. чиме је престао и мандат Петра Максимовића. У периоду формирања нове владе, новембра 1893. кратко време је обављао и послове министра просвете.
Највећи сукоб с радикалским вођством настао је 1896. након Годишњег скупа у Крушевцу када се успротивио статутарним променама којима је Главном одбору дато искључиво право кандидовања посланика и практично поништена овлашћења посланичког клуба у Скупштини Србије. Постао је партијски десидент, али с великим политичким утицајем, штитећи изворне вредности радикализма. С истомишљеницима у Смедереву основао је посебан Одбор самосталних радикала који се залагао за слободну кандидатуру и самостално и слободно понашање посланика у Скупштини. Због тога је искључен из Странке. У Смедереву оснива Привремену организацију смедеревских самосталних радикала чија је девиза да странка „не сме да буде оличена у једном човеку па ма како он виђен био“.
У Скупштину је последњи пут биран јула 1901. године. Тај скупштински сазив је „октроисан“ јуна 1903. године после убиства краља Александра и краљице Драге. Петар Максимовић је тада изабран за председника Уставотворног одбора који је након кратког рада предложио да се врати на снагу Устав из 1888. године, са малим изменама. Скупштина је предлог усвојила и створила могућност за долазак на престо Петра Карађорђевића.
Након цепања Радикалне странке почетком XX века на „старе радикале“ и „самосталце“ није пришао ниједној групи, али је себе називао „независним радикалом“ и по ставовима које је заступао био веома близак „самосталцима“.
Изјашњавао се као радикал све до 1912. када је основао Привредно-демократску странку која је имала за циљ да брани интересе сељака и малих привредника. Изворни програм те Странке није сачуван, али га је сам Максимовић образложио у посебној брошури.

## Друштвени рад
После Првог светског рата није се активно бавио политиком, али је пратио све важне друштвене проблеме и о њима писао текстове у листовима „Балкан“, „Прогрес“, „Епоха“, „Вечерње новости“... Увек је износио и предлоге за решавање тих проблема.
Био је веома ангажован на решавању националног питања. Један је утемељивача познатог друштва „Свети Сава“.
Објавио је више брошура међу којима је најпознатија „Издајници – ноћ уочи св. Стефана“. Текст је посвећен пок. Пери Тодоровићу и опису догађаја приликом пуштања из београдском казамата радикала ухапшених и осуђених након Тимочке буне. Брошура садржи веома оштру критику Николе Пашића.